# Кубічний ярд
Кубічний ярд (англ. Cubic yard) — одиниця вимірювання об'єму в англійській системі мір, використовувана переважно у Великій Британії та США. Визначається як об'єм кубу зі сторонами довжиною 1 ярд (3 фути, 36 дюймів, 0,9144 метра). 
1 кубічний ярд дорівнює: 
- 46 656 кубічним дюймам
- 27 кубічним футам
- ≈0.000000000183 кубічної милі
- 0.764554857984 м³
- ≈764.554858 л
- ≈764 554 858 мм³
- ≈764 554.858 см³
- ≈0.000000000765 км³

| Фізика | Це незавершена стаття з фізики. Ви можете допомогти проєкту, виправивши або дописавши її. |